# 5579 Юлхер
5579 Юлхер (5579 Uhlherr) — астероїд головного поясу, відкритий 11 травня 1988 року.
Тіссеранів параметр щодо Юпітера — 3,787.